# Entenfleisch

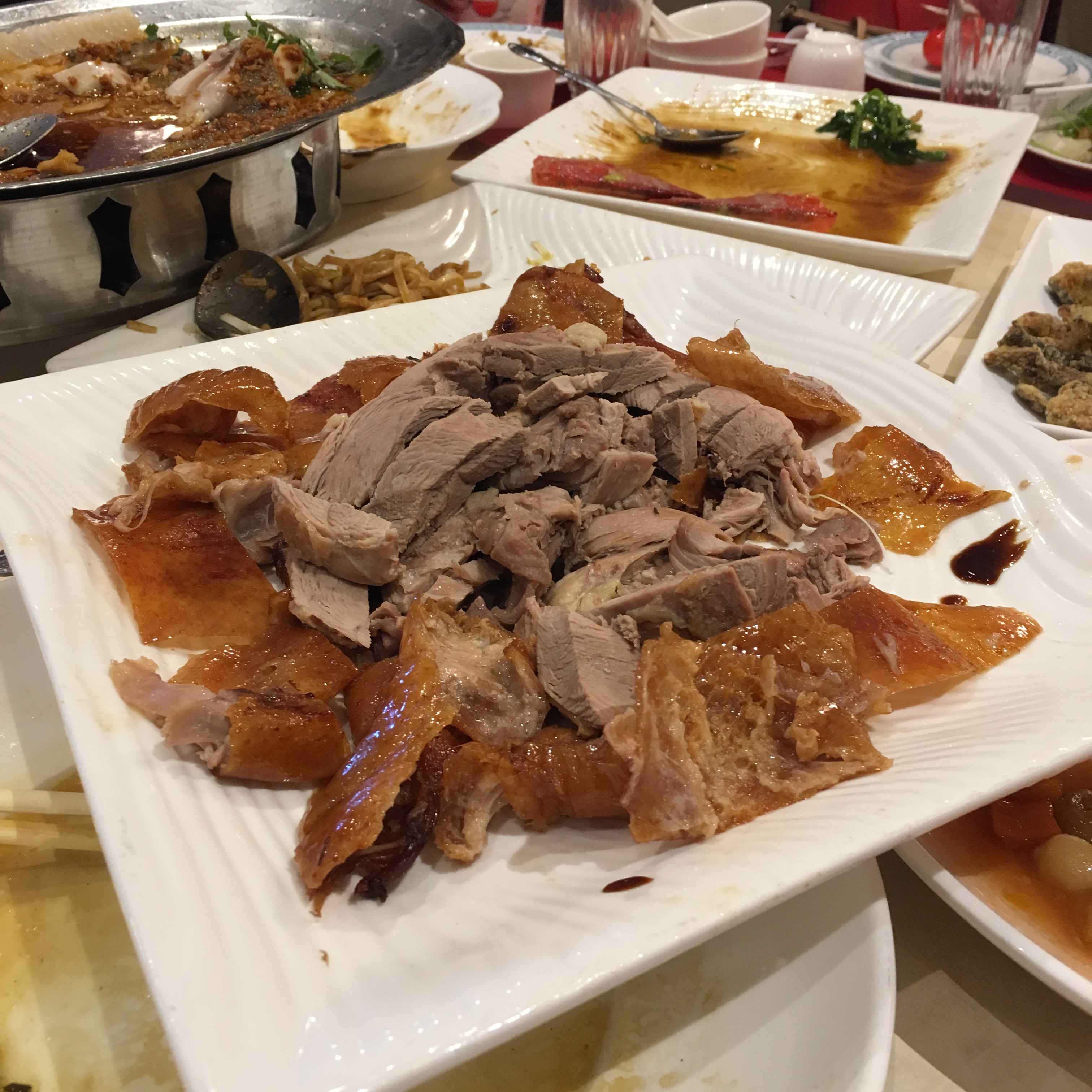
In Portionsstücke zerlegte gebratene Ente

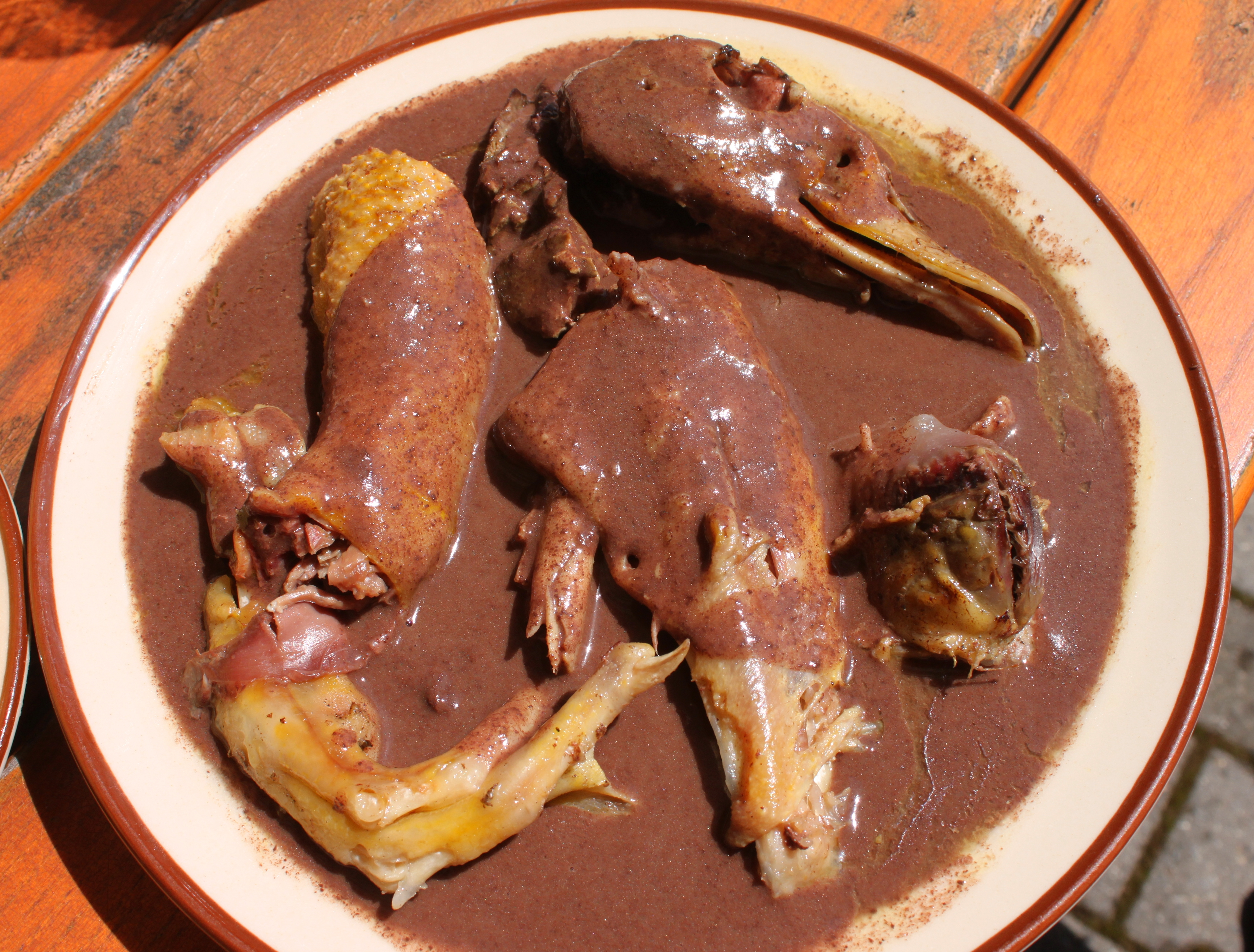
Gekochtes Entenjung mit Blutsosse

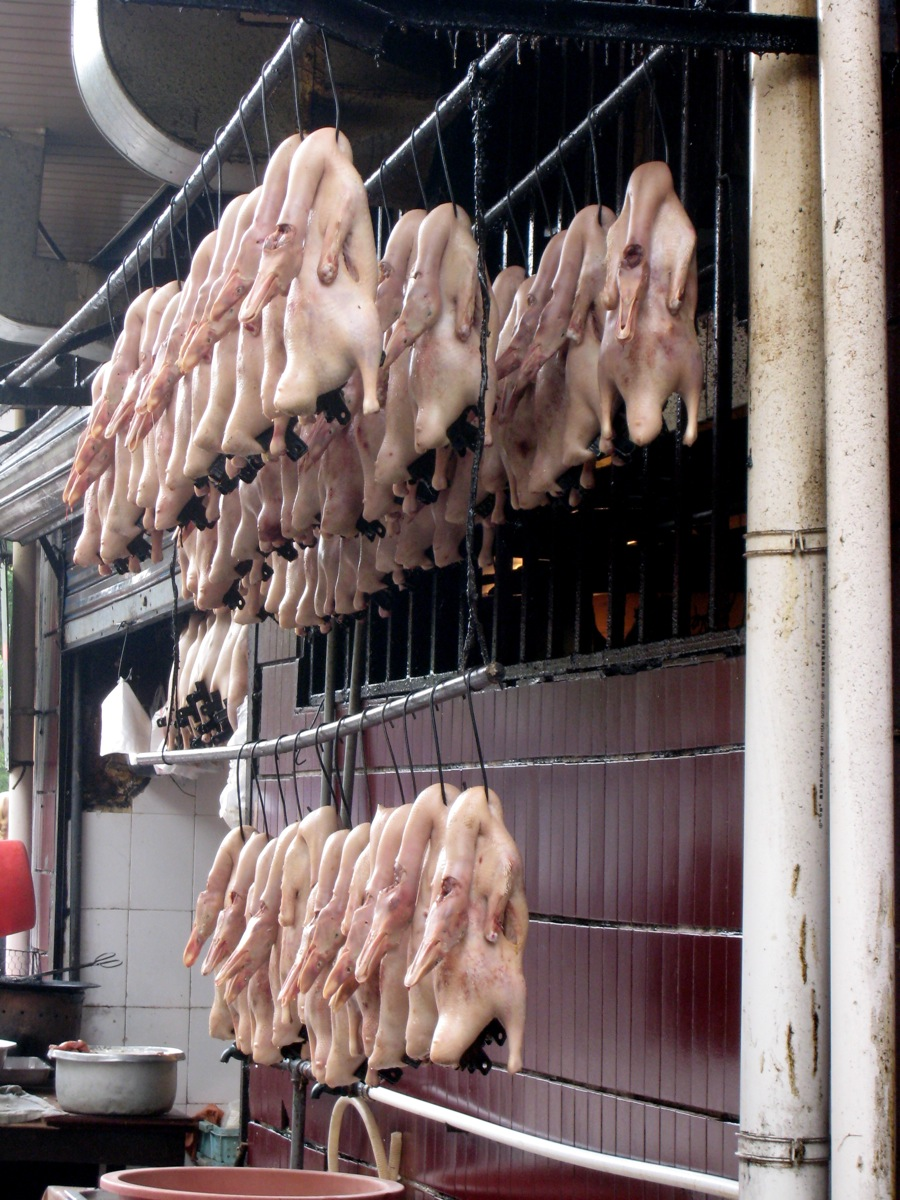
Enten vor der Verarbeitung

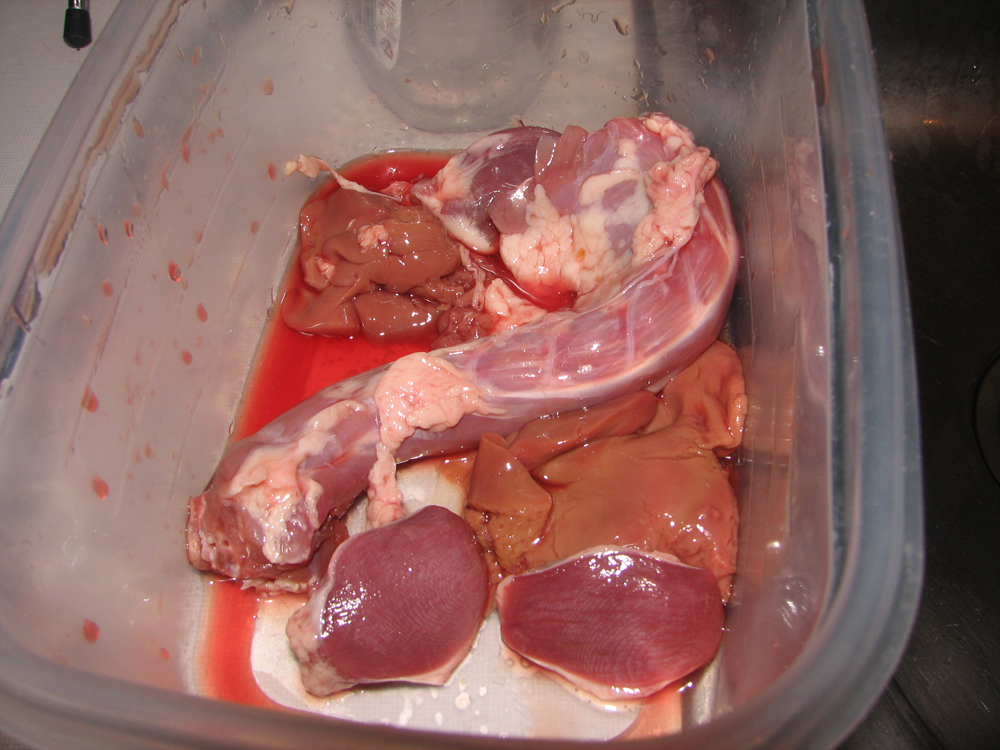
Entenklein vor der Zubereitung

Gefüllte Ente vor der Zubereitung

Als Entenfleisch wird Fleisch von Enten wie z. B. den Hausenten bezeichnet.

## Fleischproduktion in Deutschland
Für die Geflügelproduktion werden in Deutschland vor allem die amerikanische Pekingente und die Moschusente gezüchtet. Je nach Zuchtbetrieb schwankt die Herdengröße von 400 bis über 30.000 Tiere pro Stall. Die Haltungsformen reichen hier von geschlossenen Stallanlagen bis zum Offenstall mit Freilauffläche. Durch populationsgenetische Zuchtprogramme wird der Mastertrag der Enten erhöht und die Widerstandsfähigkeit verstärkt. Die Mastperiode bei Pekingenten dauert 6–7 Wochen, wobei beide Geschlechter ein Endgewicht von rund 3 kg erreichen. Die Moschusenten werden 9 bis 12 Wochen gemästet und mit einem Endgewicht von 2,6–5 kg (je nach Geschlecht) geschlachtet. Die Schlachtausbeute einer Ente beträgt rund 68–70 % wobei der Brustfleischanteil 21 % ausmacht.
In Deutschland ist die Produktion von Entenfleisch seit Jahren rückläufig. 2010 wurden 61.350 t an Schlachtmenge produziert. 2019 waren es noch 34.600 t.

## Nährwerte im Vergleich zu anderem Geflügel
|                      | Entenfleisch | Hühnerfleisch | Putenfleisch |
| -------------------- | ------------ | ------------- | ------------ |
| Brennwert (in kcal)  | 215          | 166           | 110          |
| Proteingehalt (in g) | 17           | 19,9          | 23           |
| Fett (in g)          | 16           | 9,6           | 2            |
| Cholesterin (in mg)  | 80           | 60            | 79           |
| Eisen (in mg)        | 2,5          | -             | -            |
| Magnesium (in mg)    | 23           | -             | 31           |

Entenfleisch ist reich an Selen, 85 g Fleisch einer Pekingente decken 50 % des täglichen Bedarfes an Selen ab. Es sind keine spezifischen Allergien in Bezug auf Entenfleisch bekannt, Menschen mit anderen Fleischallergien könnten auch auf Entenfleisch reagieren.

## Konsum/Zubereitung in Deutschland
Der Konsum von Entenfleisch in Deutschland betrug 2019 73.700 t Schlachtgewicht. Da Deutschland viel weniger selbst produziert, wird zusätzliches Fleisch aus anderen Ländern wie z. B.  Polen, Niederlande oder Frankreich importiert. 2019 wurde das meiste Geflügelfleisch aus Polen importiert, mit einem Wert von rund 488.538T€.
Das Fleisch von Enten ist im Gegensatz zu Huhn oder Pute dunkel und fetthaltiger. Das Fleisch der Erpel ist meist kräftiger im Geschmack, wohingegen das Fleisch der weiblichen Tiere zarter ist.
Als beliebtes Festtagsgericht wird die Ente im Ofen als Ganzes mit Gemüse-Beilagen geschmort. Eine weitere verbreitete Spezialität ist die Stopfleber (franz. foie gras). Dabei werden die Enten mithilfe eines Rohres im Magen zusätzlich gemästet. Die Herstellung der Stopfleber ist in Deutschland verboten, der Import aus Ländern wie z. B. Frankreich weiterhin erlaubt.
Bekannte Gerichte sind unter anderem gebratene Ente mit Reis oder Bratnudel oder geschmorte Entenkeulen mit Kartoffeln und Rotkohl.
Als klassisches chinesisches Gericht ist die Peking-Ente in Deutschland beliebt.

## Fleischteile
Ente gehört wie Huhn oder Pute zur Art des Geflügel und unterscheidet sich hinsichtlich Anordnung und Bezeichnung der Schlachtteile kaum voneinander. Allgemein gefasst besteht eine Ente aus folgenden Fleischteilen:
- Brust
- Keule
- Flügel
- Rücken
- Entenklein – neben Krallen und Hals gehören auch die Innereien dazu (siehe Geflügelklein)

## Qualitätsmerkmale des Fleisches
Die Qualität von Entenfleisch wird in der EU durch unterschiedliche Handelsklassen des Geflügelfleisches bestimmt.
Handelsklasse A
Der Fleischansatz muss vollfleischig sein und das Brustbein darf nicht hervortreten. Das Fett muss gleichmäßig verteilt sein, eine stärkere Fettschicht ist bei Enten zulässig. Das Vorhandensein von Federkielen und Haarfedern ist bei Enten neben z. B. dem Halslappen und den Flügelspitzen auch an deren Körperteilen vereinzelt zulässig. Verletzungen, Quetschungen, Verfärbungen und Frostbrand sind an keinen Stellen zulässig.
Handelsklasse B
Der Fleischansatz sollte fleischig sein und das Brustbein darf mäßig hervortreten. Die Fettverteilung darf ungleichmäßig sein und das Fleisch scheint nicht deutlich unter der Haut hervor. Bei Enten ist das Erscheinen von Federkielen und Haarfedern vereinzelt zulässig. Das Auftreten von kleineren Verletzungen, Quetschungen, Verfärbungen ist an Brust und Schenkel zulässig. Frostbrand ist nur mäßig zulässig.
Handelsklasse C
Darunter fällt jegliches Geflügelfleisch, welches nicht unter die Handelsklasse A oder Handelsklasse B. fällt. Dieses Fleisch kommt nicht in den Handel, sondern wird industriell verarbeitet.

## Verkehrsbezeichnungen
Im Handel darf Entenfleisch unter folgenden Benennungen vertrieben werden:
- Frühmastente
- Junge Ente
- Ente
- Junge Flugente
- Flugente
- Entenklein (Innereien wie z. B. Magen, Herz oder Leber)